# Distrito de Adjumani
Adjumani es un distrito del norte de Uganda. Como otros distritos ugandeses, su nombre deriva de su ciudad cabecera. El distrito se localiza en la parte sur del Nilo Blanco, antes de la frontera con Sudán del Sur al norte. Tiene una superficie total de 3.128 km², y su población es de cerca de 225 251 habitantes, de acuerdo con el censo del año 2014.